# Wolfgang Schäche
Wolfgang Schäche (né le 23 juillet 1948 à Berlin) est un historien de l'architecture allemand. Son travail se concentre sur l'histoire architecturale de Berlin, en particulier à l'époque nationale-socialiste. Sa monographie Architektur und Städtebau zwischen 1933 und 1945 est considérée comme l'ouvrage de référence de l'histoire de l'architecture sur ce sujet. Schäche est professeur à la TFH Berlin (de) (aujourd'hui Université technologique de Beuth) de 1988 à 2015 et doyen de la Faculté IV (Architecture et technologie du bâtiment et de l'énergie) de 2001 à 2003. Schäche est membre du jury de divers concours pour la refonte de Berlin après 1989 et influence ainsi la forme actuelle de la ville.

## Biographie
Wolfgang Schäche étudie l'architecture à la TU Berlin . Il termine ses études en 1972 avec un diplôme d'ingénieur. Pendant les trois années suivantes, il est chercheur à la TU Berlin avant de travailler comme assistant privé de l'historien de l'architecture émérite Julius Posener de 1975 à 1977. En 1977, Schäche retourne à la TU Berlin, où il travaille comme assistant de recherche avec un poste d'enseignant à l'Institut d'architecture et d'histoire urbaine jusqu'en 1985. Dans cet institut, il coordonne pendant quatre ans à partir de 1983 le projet de recherche interdisciplinaire « Développement urbain après 1945 ». En 1986, il obtient son doctorat en ingénierie. sur le thème de l'architecture et du développement urbain à Berlin entre 1933 et 1945 avec Julius Posener et Hans Reuther.
En 1988, Wolfgang Schäche est nommé professeur d'histoire et d'étude du bâtiment à la TFH Berlin ; Depuis 2000, sa chaire s'intitule « Histoire du bâtiment et théorie de l'architecture ». En 2000, il est élu vice-doyen du département d'architecture/utilité et technologie énergétique de la TFH Berlin, puis doyen du département en 2001. Schäche publie plus de 200 publications scientifiques en Suisse et à l'étranger, dont plus de 20 monographies. Ses recherches portent sur l'histoire de la construction et du développement urbain aux XIXe et XXe siècles, en particulier l'histoire de la construction de Berlin sous le national-socialisme avec la transformation de Germania en capitale mondiale prévue par Albert Speer.
Entre 1979 et 1987, Schäche est consultant auprès de l'Exposition internationale d'architecture
(IBA) à Berlin. En 1987, il fonde l'Office d'architecture et de recherche urbaine à Berlin-Charlottenbourg, qui prépare des rapports sur le développement urbain et la préservation des monuments pour le compte du Sénat, de l'Office national des monuments, du gouvernement fédéral et de promoteurs privés. En 1991, il est juge suppléant du jury du concours pour la refonte de Leipziger et de la Potsdamer Platz à Berlin. En 2007, il est président du jury du concours BBU (de) pour « Concepts d'utilisation créatifs pour les monuments existants ».
Wolfgang Schäche vit et travaille à Berlin. Il est membre extraordinaire de l'Association des architectes allemands (de) (BDA).

## Œuvres (sélection)
- Hans Joachim Reichhardt (de) et Wolfgang Schäche, Von Berlin nach Germania: Uber die Zerstörungen der „Reichshauptstadt“ durch Albert Speers Neugestaltungsplanungen. Katalog zu einer Ausstellung des Landesarchivs Berlin vom 7. November 1984 bis 30. April 1985. Berlin, 1984. (Reprint bei Transit, Berlin 2008.  (ISBN 978-3887471279), 11e édition)
- Wolfgang Ribbe et Wolfgang Schäche (dir.), Baumeister, Architekten, Stadtplaner – Biographien zur baulichen Entwicklung Berlins. Stapp, Berlin 1987.  (ISBN 3-87776-210-7).
- Wolfgang Schäche: Fremde Botschaften. Transit Buchverlag, Berlin 1984.  (ISBN 3-887-47022-2). Erschienen in zwei Bänden: über die italienische wie über die japanische Botschaft am Berliner Tiergarten.
- Wolfgang Schäche, Architektur und Städtebau in Berlin zwischen 1933 und 1945 – Planen und Bauen unter der Ägide der Stadtverwaltung. Gebrüder Mann, Berlin 1991. Erschienen als Band 17 der Reihe Die Bauwerke und Kunstdenkmäler von Berlin.  (ISBN 3-7861-1178-2). (2e édition 2002.)
- Wolfgang Schäche et Norbert Szymanski, Paul Zucker (de). Der vergessene Architekt. Jovis Verlag, Berlin, 2005.  (ISBN 3-936-31440-3).
- Wolfgang Schäche, Rave Architekten 1960–2010. Jovis Verlag, Berlin, 2013,  (ISBN 978-3-86859-028-9)
- Brigitte Jacob, Wolfgang Schäche, David Pessier, In den Himmel bauen – Hochhausprojekte von Otto Kohtz (1880–1856). Jovis Verlag, Berlin, 2014,  (ISBN 978-3-939633-67-9)